# Romanze Nr. 2
Die Romanze Nr. 2 ist eine Komposition von Johann Strauss Sohn (op. 255). Sie wurde um 1860 erstmals aufgeführt.